# Монтверде (Флорида)
Монтверде (англ. Montverde) — місто (англ. town) в США, в окрузі Лейк штату Флорида. Населення — 1655 осіб (2020).

## Географія
Монтверде розташований за координатами 28°35′41″ пн. ш. 81°40′56″ зх. д. / 28.59472° пн. ш. 81.68222° зх. д. (28.594589, -81.682318).  За даними Бюро перепису населення США в 2010 році місто мало площу 4,75 км², з яких 4,21 км² — суходіл та 0,54 км² — водойми.

## Демографія
Згідно з переписом 2010 року, у місті мешкали 1463 особи в 549 домогосподарствах у складі 430 родин. Густота населення становила 308 осіб/км².  Було 615 помешкань (129/км²).
Расовий склад населення:
| - 92,5 % — білих - 2,1 % — чорних або афроамериканців - 1,4 % — азіатів - 0,4 % — корінних американців - 1,4 % — осіб інших рас |

До двох чи більше рас належало 2,2 %. Частка іспаномовних становила 10,7 % від усіх жителів.
За віковим діапазоном населення розподілялося таким чином: 22,1 % — особи молодші 18 років, 65,8 % — особи у віці 18—64 років, 12,1 % — особи у віці 65 років та старші. Медіана віку мешканця становила 42,2 року. На 100 осіб жіночої статі у місті припадало 104,6 чоловіків;  на 100 жінок у віці від 18 років та старших — 100,7 чоловіків також старших 18 років.
Середній дохід на одне домашнє господарство  становив 88 518 доларів США (медіана — 68 750), а середній дохід на одну сім'ю — 95 809 доларів (медіана — 77 250). Медіана доходів становила 51 667 доларів для чоловіків та 40 298 доларів для жінок. За межею бідності перебувало 3,7 % осіб, у тому числі 6,4 % дітей у віці до 18 років та 2,5 % осіб у віці 65 років та старших.
Цивільне працевлаштоване населення становило 741 особа. Основні галузі зайнятості: освіта, охорона здоров'я та соціальна допомога — 28,1 %, мистецтво, розваги та відпочинок — 15,7 %, будівництво — 11,1 %, роздрібна торгівля — 9,0 %.